# Bellura
Bellura is een geslacht van vlinders van de familie Uilen (Noctuidae), uit de onderfamilie Hadeninae.

## Soorten
- B. diffusa Grote, 1878
- B. gortynoides Walker, 1865
- B. matanzasensis Dyar, 1922
- B. melanopyga Grote, 1881